# Vincent Benedetti
Pour les articles homonymes, voir Benedetti.
Vincent, comte Benedetti, né le 29 avril 1817 à Bastia et mort le 28 mars 1900 à Paris (8e arrondissement), est un diplomate français, ami personnel de l'empereur Napoléon III.

## Biographie
Fils de François Benedetti et de Pauline Marie Morelli, il est consul au Caire en 1846 puis à Palerme en 1848. En octobre 1855, il est promu directeur des affaires étrangères. En février 1856, alors que le Congrès de la Paix se tient à Paris, Vincent Benedetti devient secrétaire du Congrès. Ses fonctions lui valent de se lier d'amitié avec Napoléon-Jérôme Bonaparte - surnommé "Plon-Plon" - et Camillo Cavour.
Il participe à la négociation avec la maison de Savoie à la cession de Nice et de la Savoie à la France qui aboutit au traité de Turin du 24 mars 1860. Il est le premier ambassadeur auprès du nouveau royaume d'Italie de 1861 à 1862.
Le 5 novembre 1864, il est nommé ambassadeur en Prusse, fonction qu'il occupe toujours au moment du déclenchement de la guerre franco-prussienne de 1870. 
Benedetti fait preuve d'une grande insistance, commandée par Napoléon III, dans ses demandes au roi de Prusse de confirmer par écrit le fait que jamais un Hohenzollern ne briguerait la couronne d'Espagne. Une confirmation que le roi ne pouvait pas donner sans trahir sa parole : les demandes réitérées de la part de Benedetti ne sont pas satisfaites par le roi. 
À La petite Bourse de Paris, qui termine alors sa séance à trois heures, la nouvelle du refus d'audience de Vincent Benedetti, contribua pour une bonne part à l'effondrement des cours du 14 juillet selon les descriptions de la séance boursière dans Le Figaro : « On s'est laissé aller presque immédiatement au découragement le plus absolu, sous l'influence des bruits qui circulaient de toutes parts. On disait que le roi de Prusse avait refusé de recevoir M. Benedetti, et que le gouvernement prussien ne ferait aucune espèce de concession ». L'épisode contribue aux émeutes nationalistes des 13 et 14 juillet 1870, qui avaient déjà commencé la veille.
Bismarck saisit l'occasion, transformant la réalité, et rédige la fameuse dépêche d'Ems, qui spécifie que le roi de Prusse avait traité l'ambassadeur de France de façon humiliante. L'opinion publique française crie aux armes et la France déclare à la Prusse la guerre, l'une des plus catastrophiques de son histoire.

## Publications
- Comte Benedetti, Ma mission en Prusse, 1871 Internet Archive